# Vanity Fair (Amerikaans tijdschrift)

Logo

Vanity Fair is een Amerikaans tijdschrift over mode, actualiteiten en popcultuur. Het maandblad wordt uitgegeven door Condé Nast. Het tijdschrift werd in 1983 opgericht als een voortzetting van een gelijknamig tijdschrift dat van 1913 tot 1936 werd gepubliceerd. Naast de Amerikaanse editie zijn er ook een Britse, Italiaanse en Spaanse editie van het tijdschrift.
Sinds 2018 is Radhika Jones hoofdredacteur van Vanity Fair.